# Mickaël Var
Mickaël Jean Émile Var (Saint-Pierre, 8 febbraio 1990) è un cestista francese.

## Palmarès
- Pro B: 1

Boulogne-sur-Mer: 2013-14